# Graphische Tonerzeugung
Grafische Tonerzeugung oder gezeichneter Klang (franz. son dessiné, engl. drawn sound,; ital. suono disegnato) ist eine frühe Methode künstliche Klänge aus Bildern zu erzeugen, welche direkt auf Film oder Papier gezeichnet wurden. Je nach verwendeter Technik gibt es mehrere verschiedene Methoden, die allesamt zur Ton-auf-Film-Technologie gezählt werden, welche darauf abzielt, optische polyphone Tonspuren auf transparentem Film zu erzeugen. Die ersten praktischen Ton-auf-Film-Systeme entstanden fast zeitgleich in der UdSSR, den USA und Deutschland. Mit Aufkommen der elektronisch erzeugten Musik entstanden mehrere Systeme, bei denen der Film als Ersatz für ein Tonband verwendet wurde.

## Geschichte

### Sowjetische Ansätze der 1920er und 1930er Jahre
In der Sowjetunion initiierte Pawel Tager 1926 in Moskau die ersten Entwicklungen, darunter sein „Tagerphon“. 1927, nur wenige Monate später begann Alexander Schorin seine Forschungen in Leningrad. Die populäre Version seines „Schorinophons“, die für Feld- und Studiotonaufnahmen weit verbreitet war, basierte auf einer mechanischen Reproduktion gramophonähnlicher Längsrillen entlang des Filmstreifens. Eine andere Version von Schorins System – „Kinap“, das hauptsächlich für die Tonfilmproduktion verwendet wurde, basierte auf einer optischen Aufnahme mit variabler Fläche auf Film – „transversale“ Aufnahme, wie sie in der Sowjetunion genannt wurde. Die Information über die Intensität des Tons wurde entweder über Graustufen oder gezackte Ausschnitte auf den Film gebracht.
Bereits 1916 verkündete Arseni Awraamow in dem Artikel Die kommende Musikwissenschaft und die neue Ära der Musikgeschichte seine Sicht auf die Zukunft der Musikkunst: „Wenn man weiß, wie man die komplexesten Klangtexturen mit Hilfe eines Phonographen aufzeichnen kann, wenn man nach der Analyse der Kurvenstruktur der Klangrille die Nadel der Resonanzmembran ausrichtet, kann man synthetisch jeden, sogar den fantastischsten Klang erzeugen, indem man eine Rille mit einer richtigen Struktur von Form und Tiefe herstellt“.
Im Oktober 1929 wurde die erste Filmrolle von Pjatiletka, Plan welikich rabot („Plan der großen Werke“) von Abram Room entwickelt. Zu der Gruppe, die an diesem Film arbeitete, gehörten der Maler, Buchillustrator und Animator Michail Zechanowski sowie der talentierte Erfinder und Ingenieur Jewgeni Scholpo. Aber der herausragendste Teilnehmer an diesem Projekt war Arseni Awraamow – Komponist, Journalist, Musiktheoretiker, Erfinder, einer der abenteuerlichsten Menschen seiner Zeit, Anstifter zur Aufführung, unversöhnlicher Feind des klassischen Zwölftonsystems (basierend auf einer wohltemperierten Stimmung), Förderer des ultrachromatischen „Welttonsystems“, Entwickler experimenteller Musikinstrumente und -werkzeuge und Autor der sagenumwobenen Symphonie der Fabriksirenen.
Die Mitglieder waren begeistert über den Anblick der ersten Tonspur. Michail Zechanowski hatte die Idee geäußert: „Was wäre, wenn wir einige ägyptische oder altgriechische Ornamente als Tonspur nehmen, vielleicht hören wir dann eine unbekannte archaische Musik?“ Jedes Mitglied erkannte in dem neuen optischen Filmtonverfahren sofort ein Mittel, um seine langjährigen Ideen effektiv umzusetzen: Arseni Awraamow – um sein Konzept des ultrachromatischen „Welttonsystems“ weiterzuentwickeln und die klanglichen Qualitäten des neuen ornamentalen Klangs zu erforschen; Jewgeni Scholpo – um seine „ausübungsfreien“ musikalischen Werkzeuge zu entwickeln. Bereits am nächsten Tag experimentierten sie eifrig mit dem, was sie verschiedenartig als „ornamentalen“, „gezeichneten“, „Papier-“, „graphischen“, „künstlichen“ oder „synthetischen“ Klang bezeichneten.
Am 20. Februar 1930, nur wenige Monate später, erwähnte Arseni Awraamow in seinem Vortrag für die Ton-auf-Film-Gruppe an der ARRK einen neuen Trend (Awraamow 1930). Im Oktober 1930 wurde die neue Technik in dem Artikel „Multiplikazija Swuka“ (die Animation des Tons) von E. Veisenberg (Veisenberg 1930) beschrieben.
Einem 1931 veröffentlichten Artikel zufolge war Awraamows Ansatz ähnlich: „Der Komponist Arseni Awraamow am wissenschaftlichen Forschungsinstitut führt die interessanten Experimente zur Schaffung der handgezeichneten Musik durch. Anstelle der üblichen Tonaufnahme auf Film mittels Mikrofon und Fotozelle zeichnet er einfach geometrische Figuren auf Papier und fotografiert sie dann auf der Tonspur des Filmstreifens. Anschließend wird dieser Filmstreifen mittels Filmprojektor als gewöhnlicher Film abgespielt. Von einer Fotozelle abgelesen, verstärkt und über Lautsprecher abgehört, stellt sich heraus, dass dieser Filmstreifen eine bekannte Musikaufnahme enthält, deren Klangfarbe sich nicht auf ein existierendes Musikinstrument beziehen lässt.
Awraamow führte eine Studie zur Aufnahme komplizierterer geometrischer Figuren durch, um zum Beispiel grafische Darstellungen simpler algebraischer Gleichungen aufzunehmen, um Molekülbahnen einiger chemischer Elemente zu zeichnen. Bei dieser Forschung wird der Komponist von einer Gruppe junger Mitarbeiter des Forschungsinstituts für Film und Foto unterstützt. Bis Ende Dezember wird Awraamow seine neue Arbeit fertigstellen und der Filmgemeinde vorstellen. Möglicherweise wird das Anhören der Abstracts von „Handgezeichneter Musik“ in einer Radiosendung organisiert.“ (Kino 1931)

### Grafische Musik in Deutschland ab 1930
Etwa zur gleichen Zeit wurden in Deutschland ähnliche Bemühungen von Rudolf Pfenninger in München und ca. 1931–1932 von Oskar Fischinger in Berlin unternommen. Oskar Fischinger schreibt in seinem 1932 erstmals in deutscher Sprache veröffentlichten und weltweit verbreiteten Artikel „Klingende Ornamente“: „Zwischen Ornament und Musik bestehen direkte Verbindungen, d. h. Ornament ist Musik. Wenn Sie sich einen Filmstreifen aus meinen Experimenten mit synthetischem Klang ansehen, sehen Sie an einer Kante einen dünnen Streifen mit gezackten Ornamentmustern. Diese Ornamente sind gezeichnete Musik – sie sind Klang: Wenn sie durch einen Projektor laufen, strahlen diese grafischen Klänge Töne von bisher unerhörter Reinheit aus, und damit eröffnen sich ganz offensichtlich phantastische Möglichkeiten für die zukünftige Musikkomposition“.

### National Film Board in Canada um 1950

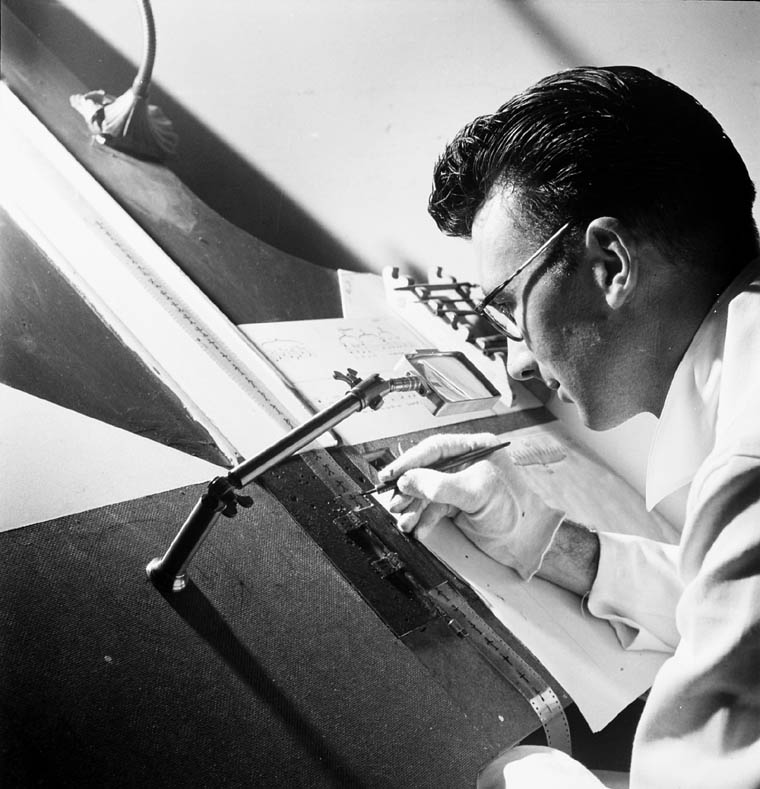
Norman McLaren beim Zeichnen auf Film – 1944

In den 1950er Jahren begannen die Animatoren Norman McLaren und Evelyn Lambart vom National Film Board of Canada sowie der Filmkomponist Maurice Blackburn eigene Experimente mit grafischem Ton, wobei sie die Techniken von Pfenninger und dem russischen Künstler Nikolai Voinov adaptierten. McLaren schuf 1951 einen Kurzfilm Pen Point Percussion, der seine Arbeit demonstriert. Im darauffolgenden Jahr vollendete McLaren sein gefeiertes Werk, den mit einem Oscar ausgezeichneten Antikriegsfilm Neighbours, der Stop-Motion-Pixilation mit einem grafischen Soundtrack kombinierte. Blinkity Blank ist ein animierter Kurzfilm von Norman McLaren aus dem Jahr 1955, der direkt in den schwarzen Filmvorspann eingraviert ist und improvisierten Jazz mit grafischen Sounds kombiniert. 1971 schuf McLaren seinen letzten grafischen Tonfilm Synchromy.

### Grafische Musik in Europa ab 1960
In Großbritannien wurde Daphne Oram auf die Technologie aufmerksam, nachdem sie zunächst mit Tonbandgeräten, Plattenspielern und elektronischen Klangfiltern experimentierte, um ihre musikalischen Ideen zu verwirklichen. Ende der 1950er Jahre erdachte sie eine Kompositionsmaschine, um mehrere gezeichnete Tonspuren effektiv auf Film zu bringen, welche sie Oramics nannte. Dabei wurde der Ton nicht direkt aus Grafik erzeugt, sondern die auf den Film aufgebrachten Ornamente steuerten über Fotozellen eine elektronische Klangerzeugung, ähnlich der Maschine von Evgeny Sholpo.